# The Sky Is Crying
The Sky Is Crying es el quinto álbum de estudio de Stevie Ray Vaughan and Double Trouble, publicado un año después de la muerte de Vaughan en 1990. El álbum contiene diez canciones grabadas entre 1984 y 1989, de las cuales solamente "Empty Arms" había sido incluida en un álbum anterior de la banda.

## Lista de canciones
1. "Boot Hill" (Simon Bink, James Reyne) – 2:15
2. "The Sky Is Crying" (Elmore James, Morris Levy, Clarence Lewis) – 4:36
3. "Empty Arms" (Stevie Ray Vaughan) – 3:29
4. "Little Wing" (Jimi Hendrix) – 6:49
5. "Wham" (Lonnie Mack) – 2:25
6. "May I Have a Talk with You" (Howlin' Wolf) – 5:49
7. "Close to You" (Willie Dixon) – 3:10
8. "Chitlins con Carne" (Kenny Burrell) – 3:57
9. "So Excited" (Stevie Ray Vaughan) – 3:30
10. "Life by the Drop" (Doyle Bramhall, Barbara Logan) – 2:28

## Créditos
- Stevie Ray Vaughan – guitarra, voz
- Chris Layton – batería
- Tommy Shannon – bajo
- Reese Wynans – teclados